# West Meon
West Meon är en ort och civil parish i Storbritannien.   Den ligger i grevskapet Hampshire och riksdelen England, i den södra delen av landet, 90 km sydväst om huvudstaden London. West Meon ligger 88 meter över havet och antalet invånare är 719.
Terrängen runt West Meon är platt. Runt West Meon är det ganska tätbefolkat, med 172 invånare per kvadratkilometer. Närmaste större samhälle är Waterlooville, 15,2 km söder om West Meon. Trakten runt West Meon består till största delen av jordbruksmark.